# (73231) 2002 JY28
(73231) 2002 JY28 – planetoida z pasa głównego asteroid okrążająca Słońce w ciągu 3,68 lat w średniej odległości 2,38 j.a. Odkryta 9 maja 2002 roku.